# Гваяковое дерево
Гвая́ковое де́рево, или Бакау́товое дерево (лат. Guaiácum officinále) — вид деревьев семейства Парнолистниковые (Zygophyllaceae).

## Распространение и среда обитания
Растение распространено в сухих районах северных берегов Южной Америки (Венесуэла, Колумбия, Гватемала) и Вест-Индских островов. Оно также культивируется и за пределами естественного ареала, в Индии.

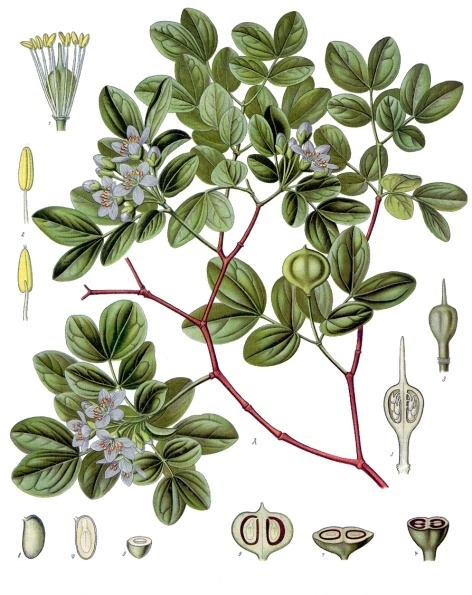

## Биологическое описание
Дерево высотой от 6 до 10 м.
Супротивные листья 2,5—3 см длиной и 2 см шириной, кожистые, из двух пар листочков.
Бледно-голубые пятилепестковые цветки собраны по шесть—десять в верхушечные зонтиковидные соцветия.
Плод — ярко-жёлто-оранжевая коробочка с чёрными семенами.
Древесина очень тяжёлая (тонет в воде, так как 1 дм³ его древесины весит 1420 г), неспособная раскалываться.

## Хозяйственное значение и применение
С лечебными целями используется древесина, очищенная от коры; она серо-зелёного до чёрно-зелёного цвета, при нагревании приятно пахнет; вкус смолистый. При жевании размягчается, при окислении приобретает синюю окраску (реакция на присутствие оксидаз), при восстановлении или нагревании обесцвечивается. Стружка древесины (лат. Lignum Guaiaci) содержит около 25 % смолы, сапонины и эфирное масло, богатое гвайазуленом, а также камедь, сапонины, производные олеаноловой кислоты. Гваяковая смола (Resina Guaiaci) добывается из измельчённой древесины, обычно путём вываривания в воде или с помощью сухой перегонки. Смола имеет красно-бурую окраску, растворяется в ацетоне, спирте, эфире и щелочах, плавится при 85 °С, плотность — 1,2 г/см. Важнейший компонент смолы — гваяковая смоляная кислота (около 11 %), относящаяся к лигнанам, производным дифенилбутена; кроме того, содержит около 70 % α- и β-гваяконовой кислоты, дающей синее окрашивание в присутствии оксидаз, немного эфирного масла, ванилина и пигмент. Спиртовой раствор смолы под влиянием окислителей окрашивается в зелёный или синий цвет и использовался как реактив на гемоглобин.

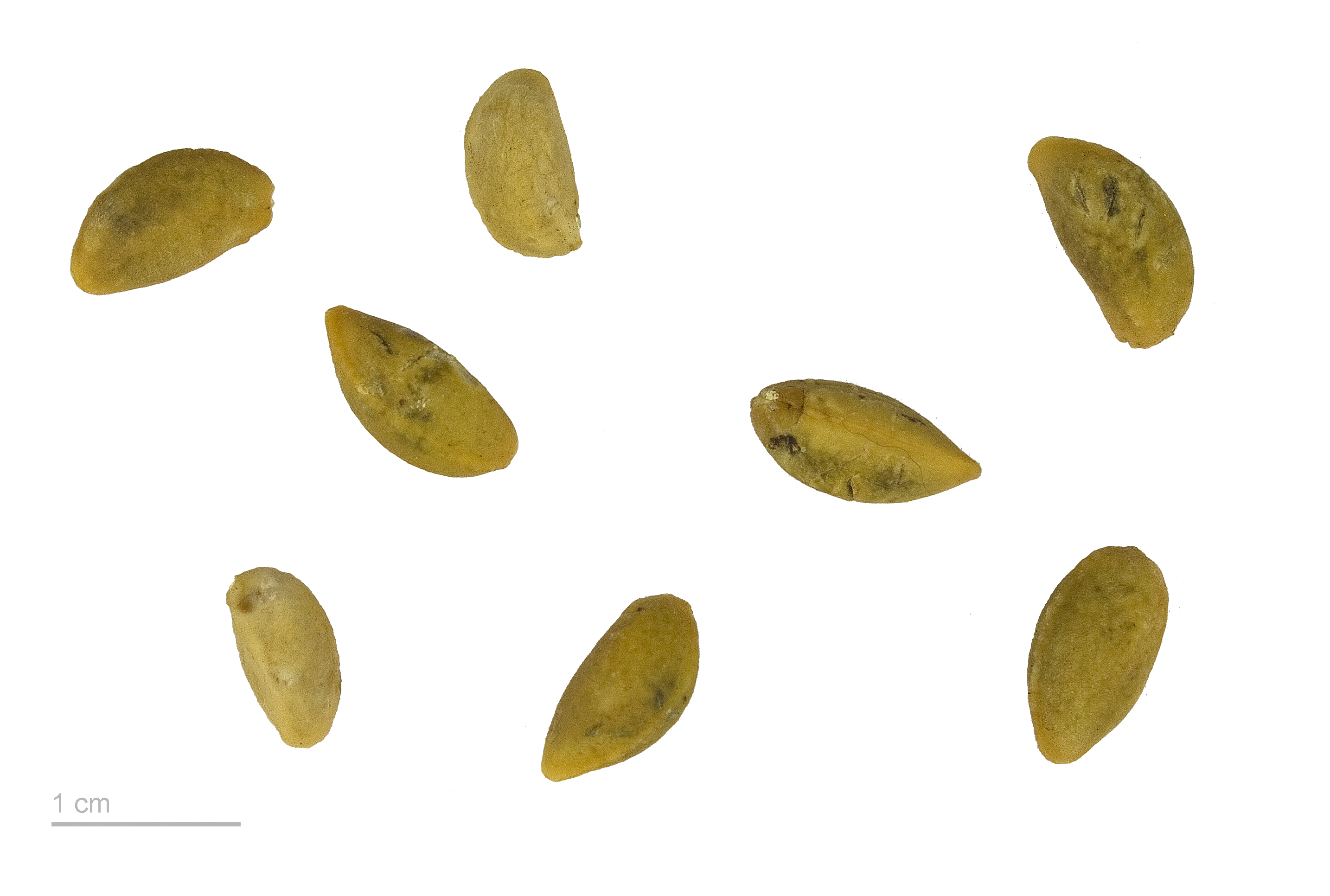
Семена

Отвар древесины и настойка смолы употребляются при ревматизме и подагре.
В Европе известно с начала XVI века и долгое время было популярным средством при сифилисе, ревматизме и подагре, опухании суставов, ревматических болях и др.; реже применялось при лечении органов дыхания, почечных заболеваний и туберкулёза. Бакаутовое дерево входило в VII издание Государственной фармакопеи СССР, но из VIII издания было исключено за незначимостью.

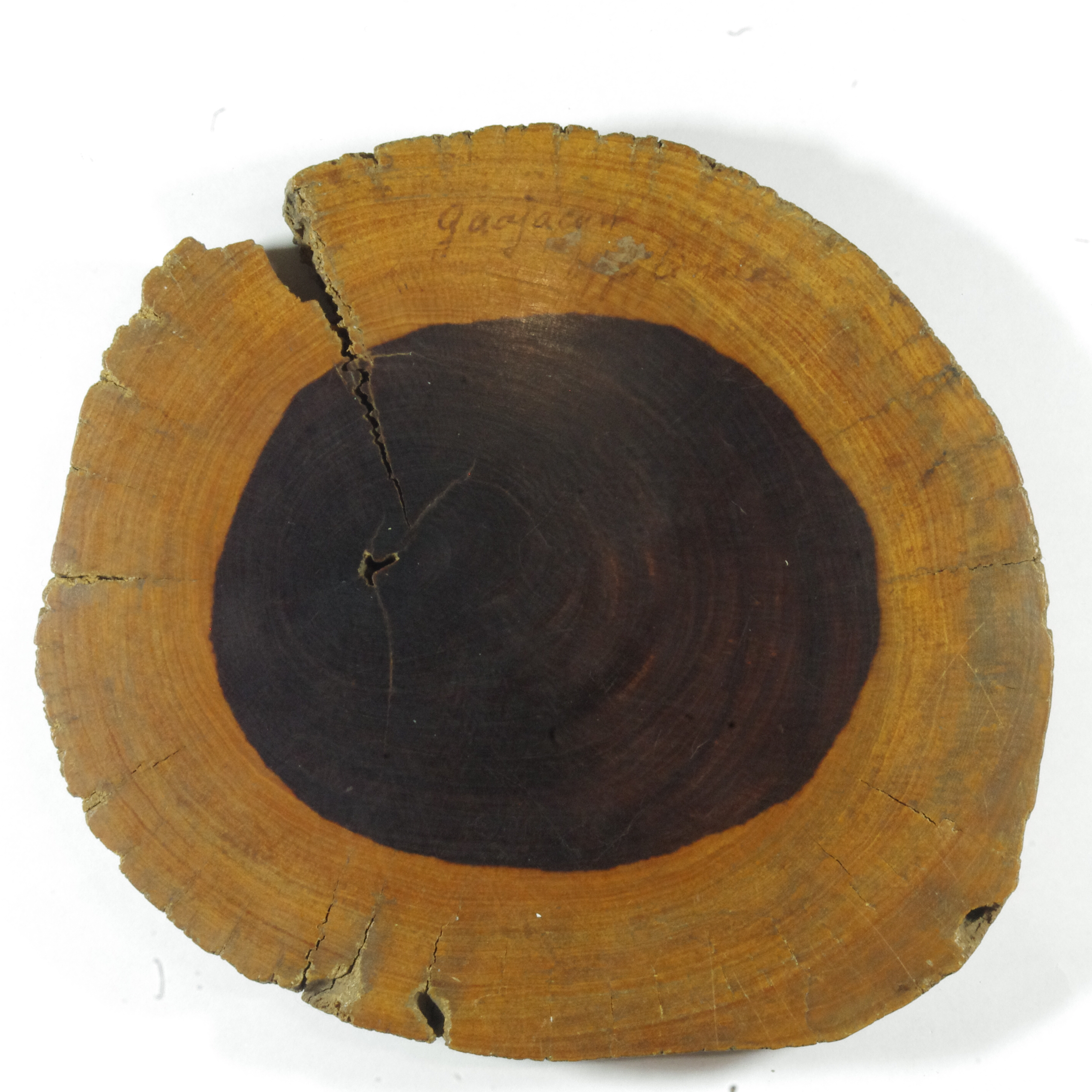
Поперечный спил ствола. В центральной части бакаут - прочная, насыщенная маслами ядровая древесина.

Особой ценностью пользуется ядровая древесина гваякового дерева — бакаут. Она имеет наибольшую плотность (1300—1450 кг/м³) среди всех видов деревьев, является одной из самых тяжёлых, тонет в воде, износостойкая, труднообрабатываемая. Большое количество смол придаёт древесине смазывающие свойства, особенно проявляющиеся при погружении в воду. Благодаря этим свойствам бакаут используется в судостроении в качестве подшипников гребных валов. В машиностроении используется для изготовления разного рода шаблонов, токарных изделий. Из бакаута делают также шары и кегли для боулинга, разного рода колотушки, ступы и пестики, рукояти ножей. Кроме того, из бакаута делают декоративный шпон для изготовления мебели.
Цветок гваякового дерева — национальный символ Ямайки.